# Yangwang U9

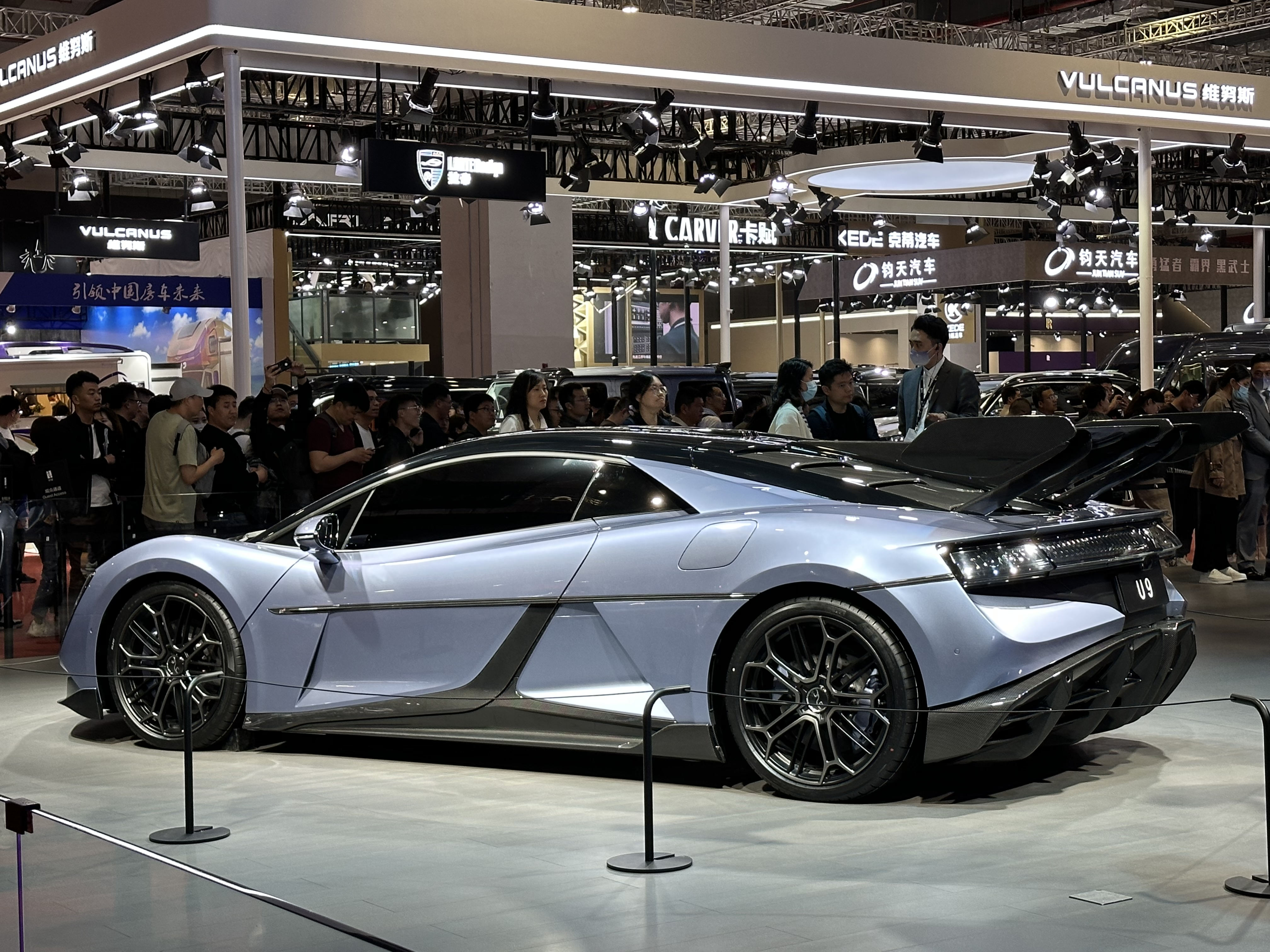
Вид сзади

Yangwang U9 — гибридный гиперкар, производимый китайской компанией BYD Auto под брендом Yangwang с 2023 года.

## Описание
Автомобиль Yangwang U9 впервые был представлен 6 апреля 2023 года. Продажи автомобиля начались 18 апреля 2023 года в Китае наряду с Yangwang U8. Дизайн разработан Вольфгангом Эггером, который ранее работал в Audi. Цены варьируются от 1000000 юаней.

## Технические характеристики
Автомобиль Yangwang U9 оснащается 1100-сильной силовой установкой с запасом хода 700 км (по циклу CLTC) и подвеской DiSus. Разгон до 100 км/ч происходит за 2 секунды. Сам автомобиль основан на платформе BYD Yisifang EV.